# Dório
Dório, en grec moderne : Δώριο, est un village et un ancien dème du district régional de Messénie, en Grèce. Depuis 2010, il est fusionné au sein du dème d'Œchalie.
Selon le recensement de 2011, la population du dème compte 2 983 habitants tandis que celle du village s'élève à 915 habitants.